# ФК „Атлетик Клуб д'Ескалдес“
Атлетик Клуб д'Ескалдес (на каталонски: Atlètic Club d'Escaldes), познат още като АК д'Ескалдес, е андорски футболен клуб от Ескалдес-Енгордан, играещ в шампионата на Андора.

## История
Отборът е основан на 20 май 2002 година. Шампион на Андора за 2022/23 и Носител на Купата за 2022 година. Няма собствен стадион.

## Успехи
- Примера Дивисио:
  -  Шампион (1): 2022/23
  -  Трето място (1): 2023/24
- Сегунда Дивисио:
  -  Шампион (2): 2003/04, 2018/19
- Копа Конститусио:
  -  Носител (1): 2022
  -  Финалист (2): 2021, 2025